# Chilonatalus
Chilonatalus là một chi động vật có vú trong họ Natalidae, bộ Dơi. Chi này được Miller miêu tả năm 1898. Loài điển hình của chi này là Natalus micropus Dobson, 1880.

## Các loài
Chi này gồm các loài: